# 等彌神社
等彌神社（とみじんじゃ）は、奈良県桜井市にある神社。式内社（小）で旧社格は県社。『延喜式神名帳』に掲載されている大和国城上郡等彌神社に比定されている。明治時代までは能登宮と呼ばれていた。

## 歴史
創建年代は不詳であるが、社伝によると当社は古より鳥見山に鎮座していたとされる。鳥見山は初代天皇である神武天皇が、即位後の神武天皇4年春2月に皇祖神及び天津神を祀った場所である霊畤（まつりにわ）と伝えられる 。又即位後初めて皇祖天神を祀ったという日本書紀の記述から大嘗会の起源であり、初の舞台ともされる。
本社にあたる上津尾社の祭神は大日霊貴命とされるが、饒速日命とする説も存在する。
平安時代には式内社に列せられたが、天永3年（1112年）、山崩れにより社殿を現在地に移している。
1940年（昭和15年）、村社から県社に列格した。
昭和30年代には桜井市護国神社が創建された。
境内には万葉歌碑・句碑・歌碑が13基存在している。
当社の八咫烏は人の形をしているのが特色である。

## 祭神
- 主祭神 - 上津尾社：大日霊貴命
- 祭神 - 下津尾社右殿（八幡社）：磐余明神、品陀和気命・下津尾社左殿（春日社）：高皇産霊神、天児屋根命

## 境内

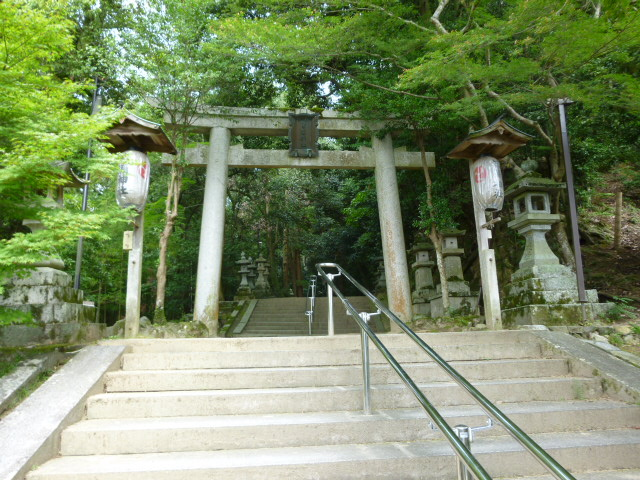
石鳥居
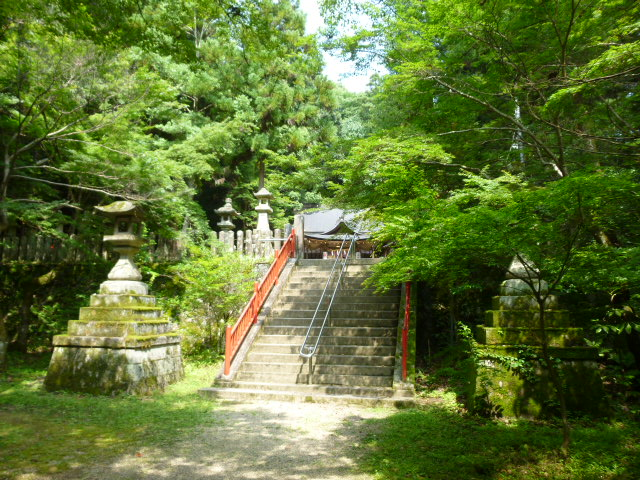
参道
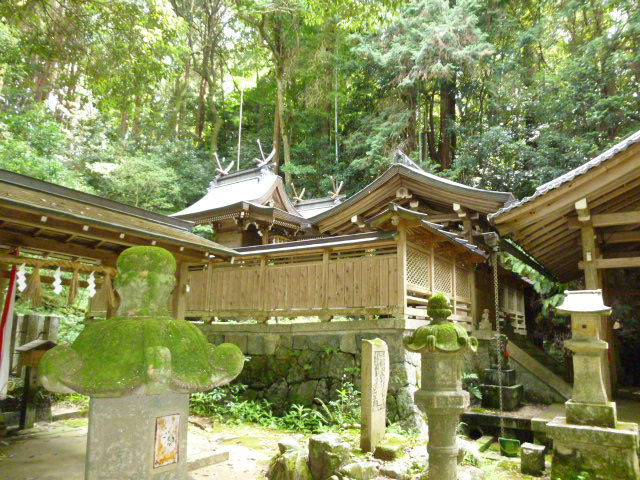
上津尾社
- 拝殿 - 1924年（大正13年）に新設。
- 神饌所
- 参集所
- 弓張社 - 祭神：櫻井弓張皇女
- 稲荷社
- 黒龍社
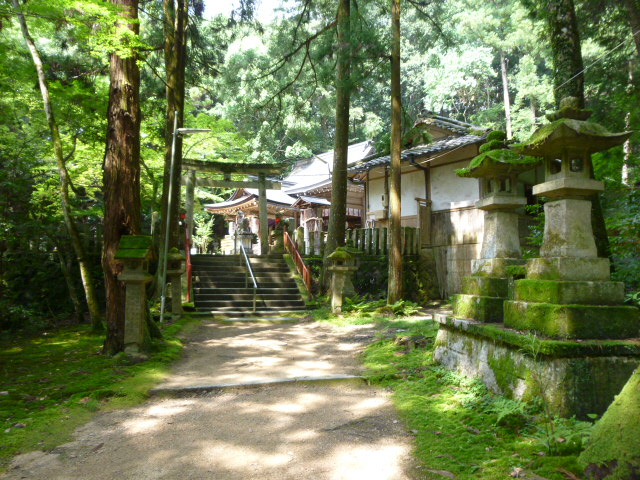
下津尾社左殿（春日社）
- 下津尾社右殿（八幡社）
  - 下津尾社拝殿
- 恵比須社
- 愛宕社
- 金毘羅社
- 猿田彦大神社
- 桃神社 - 祭神：意富加牟豆美命
- 社務所
- 桜井市護国神社

- 石鳥居
- 参道
- 下津尾社
- 上津尾社

## アクセス
- JR西日本・近鉄 桜井駅から 徒歩15分
- JR西日本・近鉄 桜井駅から談山神社行きバス「神之森町」下車 徒歩2分